# Ketchup ai funghi
Il ketchup ai funghi (mushroom ketchup) è una salsa a base di funghi originaria del Regno Unito.

## Storia
In origine, a differenza di ciò che avviene oggi, il ketchup preparato nel Regno Unito era a base di funghi. Le prime fonti che testimoniano l'uso della salsa ai funghi negli USA risalgono agli anni settanta del Settecento, quando veniva preparato nelle colonie inglesi del Nord America. Si presume che questa e altre salse del periodo, come la Worcestershire, siano forse nate per emulare condimenti orientali come la salsa di soia. Un manoscritto di Harriott Pinckney Horry di Charleston del 1770 descrive un ketchup contenente funghi e gli albumi di due uova utilizzati per chiarificare la miscela, e un altro a base di noci. The English Art of Cookery di Richard Briggs (1788) contiene anch'esso le ricette del ketchup di funghi e di quello alle noci.
Verso la fine del XIX secolo, negli Stati Uniti, venivano venduti dei surrogati di ketchup di funghi. Queste varianti contraffatte erano a base di ingredienti "facili da individuare" (cit.), e riconoscibili grazie all'uso di un microscopio.
Oggi il ketchup ai funghi viene prodotto dalle industrie.

## Ingredienti e preparazione
Esistono vari metodi per preparare il ketchup di funghi. In passato, esso si cucinava mettendo dei funghi interi in barattoli pieni di sale per privarli del loro liquido, prima che essi venissero infornati. I funghi venivano poi insaporiti con spezie (macis, noce moscata e pepe nero), e filtrati del liquido risultante. I funghi usati per cucinare il ketchup potevano essere diversi. A volte, l'intingolo conteneva l'aceto. Le spore dei miceti rendevano scuro il prodotto finale. Briggs optò per una salsa che contiene funghi secchi, vino rosso, e una riduzione in cui viene ridotto un terzo dell'alimento prima che esso venga imbottigliato.
Il libro British Edible Fungi del 1891, afferma che, per ottenere dei risultati ottimali, "non si dovrebbero usare funghi misti, oltre certi limiti..." In altre parole, alcune specie di funghi possono essere mescolate insieme, mentre, in altri casi, è sconsigliato, e talvolta dannoso per la salute, preparare dei ketchup usando determinati tipi di funghi fra loro diversi mescolati insieme. Il tomo contiene anche la preparazione del "doppio ketchup", che consiste nel ridurre il ketchup di funghi a metà del suo volume originale privandolo dell'acqua, il che renderebbe doppiamente saporito l'alimento.

## Utilizzi
Nel diciannovesimo secolo, ci si serviva del ketchup ai funghi per preparare alcune salse, come la quin sauce. In alternativa all'intingolo di funghi, si poteva usare un ketchup di noci e acciughe e una cosiddetta essence d'assortiment sauce con vino bianco, aceto, succo di limone, funghi secchi, aglio, scalogno , chiodi di garofano, alloro, macis, noce moscata, sale e pepe.
il ketchup ai funghi era uno degli ingredienti della Scotch brown soup, una zuppa di pane e manzo, descritta da Christian Isobel Johnstone nel diciannovesimo secolo.
Il camp ketchup, risalente al 1857, contiene ketchup di funghi, birra, vino bianco, acciughe, scalogno, zenzero, macis, noce moscata e pepe nero. La ricetta combinava questi ingredienti che venivano poi lasciati riposare per quattordici giorni. Una variante della stessa preparazione si ottiene mischiando ketchup di funghi, aceto, ketchup di noci, acciughe, soia, aglio, baccelli di cayenna e sale.